# Caramy
Der Caramy ist ein ca. 46 km langer Fluss im Département Var in der Region Provence-Alpes-Côte d’Azur im Südosten Frankreichs. Er entspringt im Regionalen Naturpark Sainte-Baume, im Gemeindegebiet von Mazaugues, entwässert generell Richtung Nordost bis Ost und mündet am östlichen Ortsrand von Carcès als rechter Nebenfluss in den Argens.

## Verlauf
Auf dem Weg talabwärts von seiner Quelle am Nordhang des Mont Agnis südlich der Gemeinde Mazaugues durchquert der Caramy die nach ihm benannte Caramy-Schlucht im Norden des Massif de la Sainte-Baume. Er erreicht in der Ebene die Gemeinde Tourves, in der eine römische Brücke über den Fluss führt. Auf seinem weiteren Weg schlängelt sich das Gewässer durch die breite, vom Weinbau geprägte Ebene von Brignoles. Nahe Carcès fließt die Issole in den Fluss, der nun den Lac de Carcès speist, einen Stausee, der im Jahr 1936 zur Wasserversorgung von Toulon errichtet wurde. Nur wenige Kilometer unterhalb der Staustufe mündet der Caramy in den Argens.

## Orte am Fluss
(Reihenfolge in Fließrichtung)
- Mazaugues
- Tourves
- Brignoles
- Vins-sur-Caramy
- Carcès